# 哈莱默梅尔

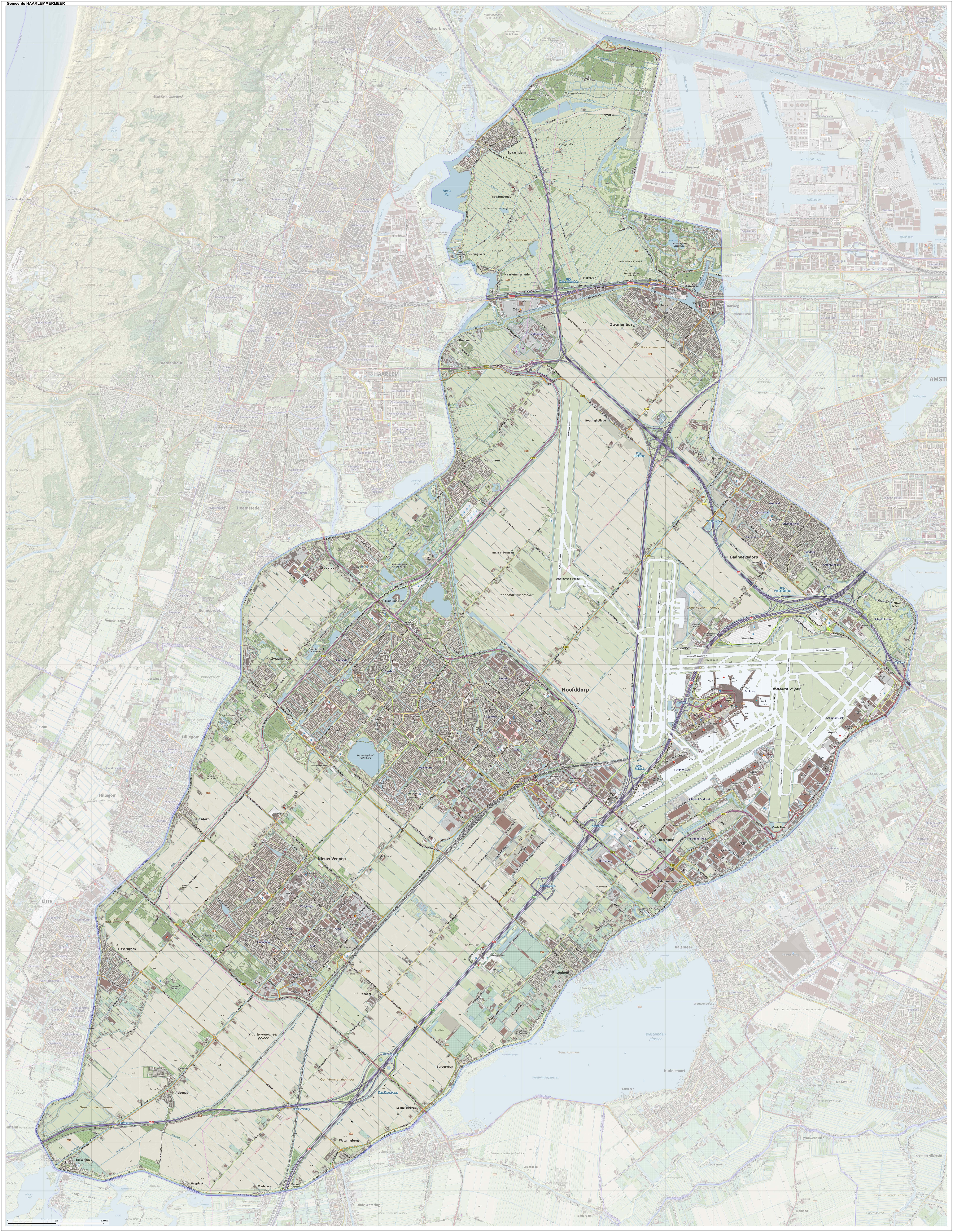
哈莱默梅尔地形图, 2015年6月

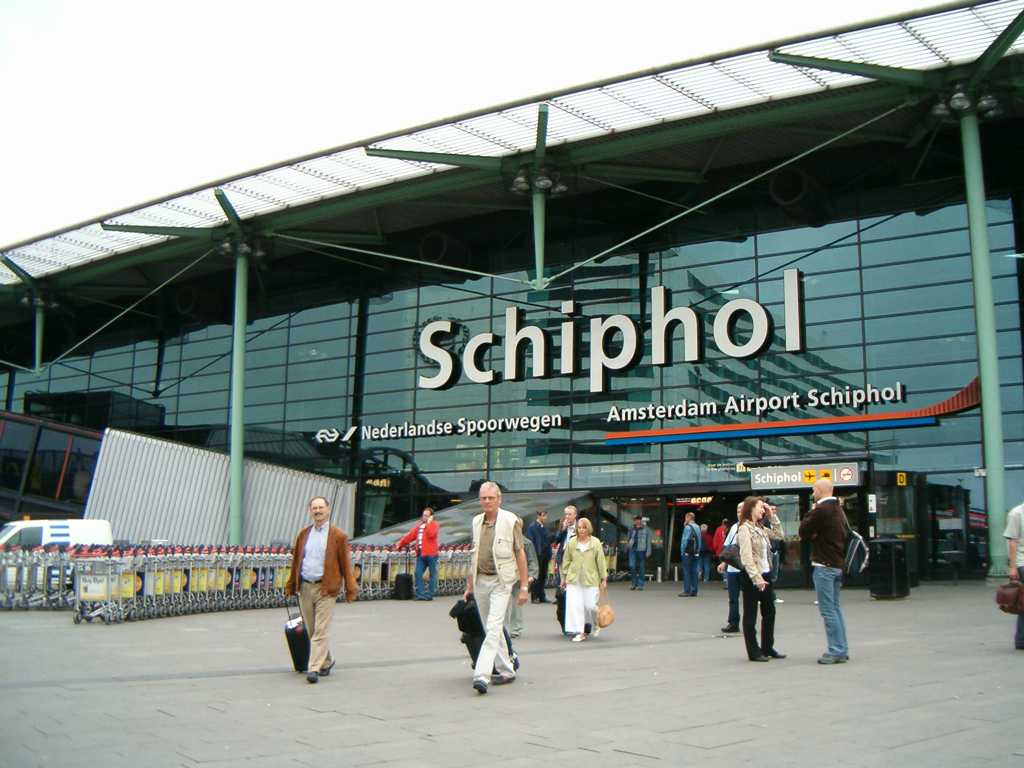
阿姆斯特丹史基辅机场

哈莱默梅尔（荷蘭語：Haarlemmermeer，荷蘭語：[ˌɦaːrlɛmərˈmeːr] ⓘ，意为“哈勒姆之湖”）是荷兰北荷兰省的一个市镇，也是围海造田修建出来的圩田。名字来源于哈勒姆的湖，这片水域现在仍保持着19世纪以来的称呼。它的主要城镇在霍夫多普，是荷兰的大型城镇之一，人口大约70,030，阿姆斯特丹史基浦机场就在哈莱默梅尔。
另外，哈莱默梅尔现在是组成了兰斯塔德地区的主要城市之一。兰斯台德是荷兰的组合城市叫法，包括该国最大的四座城市（阿姆斯特丹、鹿特丹、海牙和乌得勒支）及其周围地区，也其是欧洲最大的组群城市之一。